# راؤول غونزاليس (لاعب كرة قاعدة)
راؤول غونزاليس (بالإنجليزية: Raúl González)‏ هو لاعب كرة قاعدة أمريكي، ولد في 27 ديسمبر 1973 في سانتورس ‏ في الولايات المتحدة.

## وصلات خارجية
- راؤول غونزاليس على موقعبيزبول رفرنس.كوم (الدوري الرئيسي) (الإنجليزية)
- راؤول غونزاليس على موقعبيزبول رفرنس.كوم (الدوري الثانوي) (الإنجليزية)
- راؤول غونزاليس على موقع إي إس بي إن.كوم (أم.أل.بي) (الإنجليزية)
- راؤول غونزاليس على موقع مشجعي الرسوم البيانية (الإنجليزية)